# PiO
『PiO』（ピオ）は、工学社が刊行していたパソコン雑誌。
同社の『I/O』の別冊として1983年10月に創刊。最初の3号は不定期発売で1984年4月号から月刊化。1986年1月号（通巻22号）で誌面を一部リニューアルするも、同年10月号（通巻31号）をもって休刊。月刊後の発売日は毎月8日だった。
誌名は、『I/O』の姉妹誌である事から、PC用語 "Parallel I/O" の略から採られている。

## 概要
ハードウェア記事やツール系プログラムの掲載が多く比較的硬派な『I/O』と比べて、「マイコン・ゲームの情報誌」と銘打ち、ゲームプログラムに特化した内容で、読者投稿のゲームプログラムを多数掲載していた。またポケコンに関しても充実しており、当時のポケコンブームの中心的役割を果たした。当時発行していた『マイコンBASICマガジン』（電波新聞社）や『プログラムポシェット』（徳間書店）と共に「日本の誇る3大ペーパーソフトマガジン」と呼ばれることもあった。ただし、他の2誌はBASICプログラムのみを基本とした構成となっているのに対し、本誌は機械語を扱っているプログラムが多く、またプログラムリスト自体が平均して長かったこともあり、入力から実行までの難易度は高かった。
本誌の最大の特徴は、いくつかの掲載プログラムを収録したソノシートが毎号付属していた点にある。当時のホビー用パソコンの外部記憶はカセットテープに音声として記録する方式が主流で、本誌ではその音声を収録したソノシートを付録とし、読者がこれをカセットテープに録音してパソコンにロードすることにより、長大なプログラムリストを入力する必要なく掲載プログラムを楽しむことが可能となっていた。しかし実際には、再生時のノイズや歪みなどにより、必ずしもスムーズにロードできるとは限らず、誌面には成功談・失敗談やさまざまな工夫が読者から寄せられていた。なお、『I/O』と同様にカセットテープやフロッピーディスクでパッケージ販売された掲載プログラムも多数存在する。
また、プログラム以外にもイラストや欄外コメントなどの投稿欄が充実しており、常連投稿者を中心に読者間の誌上コミュニティが形成されていた。その雰囲気からファンロードにたとえられることも多かった。この頃『I/O』など古典誌を追い抜いた『マイコンBASICマガジン』を意識したものと推測される。
後に、パソコン市場が自作プログラム中心から市販ソフト利用中心にシフトしていったことに伴い、市販ゲームソフトの紹介などを一部取り入れたリニューアルを図るが、それは必ずしも読者の要望に合致したものではなく、その後1年足らず（1986年10月号）で再び『I/O』に吸収される形で休刊となった。
休刊後の1987年に、『I/O』別冊として『PiO SPECIAL（ピオ・スペシャル）』が3冊発行された。No.1はパソコン用、No.2とNo.3はポケコン用のプログラムが掲載されていた。